# رفض اجتماعي
يحدث الرفض الاجتماعي عندما يتم استبعاد متعمد لفرد من علاقة اجتماعية أو التفاعل الاجتماعي لأسباب اجتماعية. يتضمن هذا الموضوع كل من رفض التعامل مع الآخرين (أو رفض الأقران) ورفض الرومانسية. يمكن لأي شخص أن يرفض على أساس فردي أو عن طريق مجموعة كاملة من الناس. وعلاوة على ذلك، يمكن أن تكون إما الرفض نشط، من خلال التنمر، إغاظة، أو السخرية، أو السلبي، من خلال تجاهل شخص ما، أو إعطاء «المعاملة الصامتة». تجربة التعرض للرفض هو ذاتي للمتلقي، وأنه يمكن أن ينظر إليها عندما لم يكن موجودا في الواقع. وغالبا ما يستخدم كلمة النبذ لعملية (في اليونان القديمة النبذ تم التصويت إلى المنفى مؤقتة).
على الرغم من أن البشر هم كائنات اجتماعية، وبعض مستوى من الرفض هو جزء لا يتجزأ من الحياة. ومع ذلك، يمكن رفض تصبح مشكلة عندما يكون لفترات طويلة أو متسقة، عندما تكون العلاقة أمر مهم، أو عندما يكون الشخص حساس جدا للرفض. الرفض من قبل مجموعة كاملة من الناس يمكن أن يكون لها آثار سلبية خصوصا، ولا سيما عندما يؤدي إلى العزلة الاجتماعية.
تجربة الرفض يمكن أن يؤدي إلى عدد من الآثار النفسية السلبية مثل الشعور بالوحدة، وتدني احترام الذات، والعدوان، والاكتئاب. يمكن أن يؤدي أيضا إلى الشعور بعدم الأمان والحساسية الزائدة تجاه رفض المستقبل.

## تحتاج للقبول
الرفض قد يكون مؤلما عاطفيا بسبب الطبيعة الاجتماعية للإنسان وضرورة التفاعل الاجتماعي بين البشر أمر ضروري. وقد اقترح ابراهام ماسلو ومنظرين أخرين أن الحاجة إلى الحب والانتماء هو دافع الإنسان الأساسي. وفقا لماسلو، كل البشر، حتى انطوائيين منهم، يحتاجون إلى أن يكونوا قادرين على إعطاء وتلقي المودة لتكون صحية من الناحية النفسية.
ويعتقد علماء النفس أن الاتصال البسيطة أو التفاعل الاجتماعي مع الآخرين ليست كافيا لتلبية هذه الحاجة. بدلا من ذلك، الناس لديهم محرك تحفيزي قوي للتشكيل والحفاظ على العلاقات الشخصية. كل الناس بحاجة إلى علاقات مستقرة ومرضية تضمن التفاعلات مع الناس في تلك العلاقات. إذا كان أي من هذين المكونين مفقود، فالشخص سوف يبدأ في الشعور بالوحدة والحزن. وبالتالي، الرفض هو تهديد كبير. في الواقع، فإن غالبية هموم الإنسان تظهر لتعكس المخاوف بشأن الاستبعاد الاجتماعي.
كونه عضوا في مجموعة مهمة أيضا عن الهوية الاجتماعية، التي هي عنصر أساسي من مفهوم الذات. وقد اقترح مارك ليري من جامعة ديوك أن الغرض الرئيسي من احترام الذات هو رصد العلاقات الاجتماعية والكشف عن الرفض الاجتماعي. في هذا الرأي، احترام الذات هو الذي ينشط المشاعر السلبية عندما تظهر علامات من الاستبعاد.
البحوث النفسية الاجتماعية يؤكد أساس تحفيزية للحاجة لقبوله. على وجه التحديد، والخوف من الرفض يؤدي إلى التوافق مع ضغط الأقران (التي تسمى أحيانا تأثير المعيارية)، والامتثال لمطالب الآخرين. لدينا الحاجة إلى الانتماء والتفاعل الاجتماعي يجب أن يكون قويا لا سيما عندما نكون تحت الضغط.

## الرفض في مرحلة الطفولة
وقد تم قياس رفض الأقران باستخدام أساليب التقييم قياس العلاقات الاجتماعية وغيرها. تظهر الدراسات أن بعض الأطفال عادة هي شعبية، وتلقي درجات عالية عموما، العديد من الأطفال هم في الوسط، مع تقييمات معتدلة، ويتم رفض أقلية من الأطفال، والتي تبين تقديرات منخفضة عموما. واحد قدر من الرفض يسأل الأطفال إلى قائمة أقرانه يحبون ويكرهون. الأطفال رفض تلقي ترشيحات قليلة «مثل» والعديد من الترشيحات «لم يعجبنِ». الأطفال تصنف على أنها مهملة تلقي ترشيحات قليلة من أي نوع.
وفقا لكارين بيرمان من جامعة ولاية بنسلفانيا، ومعظم الأطفال الذين يتم رفض من قبل نظرائهم عرض واحد أو أكثر من أنماط السلوك التالية:
انخفاض معدلات السلوك الاجتماعي الإيجابي، على سبيل المثال يتناوبون، وتبادل.
معدلات عالية من السلوك العدواني أو التخريبية.
ارتفاع معدلات السلوك تفريط، غير ناضجة، أو التسرع.
معدلات عالية من القلق الاجتماعي.
الأطفال الذين هم في خطر لهذا الرفض من المرجح أن البارجة في، أو يتعطل مرة أخرى دون الانضمام على الإطلاق. الأطفال الذين هم العدوانية الرياضية أو لديهم مهارات اجتماعية جيدة من المرجح أن تكون مقبولة من قبل الأقران، وأنها قد تصبح زعماء في المضايقات التي يتعرض لها الأطفال أقل مهارة. أطفال الأقليات، والأطفال المعوقين، أو الأطفال الذين لديهم خصائص غير عادية أو السلوك قد يواجهون مخاطر أكبر من الرفض. اعتمادا على معايير مجموعة الأقران، وأحيانا حتى اختلافات بسيطة بين الأطفال تؤدي إلى الرفض أو الإهمال. الأطفال الذين هم أقل المنتهية ولايته أو ببساطة يفضلون اللعب الانفرادي هي أقل عرضة للرفض من الأطفال الذين تحول دون اجتماعيا وتظهر علامات انعدام الأمن أو القلق.
هي أكثر عرضة للتخويف في المدرسة وعلى ملاعب للأطفال رفض.
رفض الأقران، عند إنشائه، يميل إلى أن يكون مستقرا مع مرور الوقت، وبالتالي يصعب على الطفل على التغلب عليها. وقد وجد الباحثون أن الرفض النشط هو أكثر استقرارا، وأكثر ضررا، وأكثر من المرجح أن تستمر بعد الطفل نقل إلى مدرسة أخرى، من إهمال بسيط. وأحد أسباب ذلك هو أن تنشئ مجموعات الأقران التحيزات بالسمعة التي تكون بمثابة القوالب النمطية والتأثير التفاعل الاجتماعي اللاحقة. وهكذا، حتى عندما رفضت والأطفال الشعبية إظهار السلوك والإنجازات مماثلة، يتم التعامل مع الأطفال شعبيا أكثر إيجابية.
من المحتمل أن يكون انخفاض احترام الذات، وإلى أن تكون في خطر أكبر للمشاكل مثل الاكتئاب استيعاب الأطفال رفضت. بعض الأطفال يرفض عرض خارجيا السلوك وعرض العدوان بدلا من الاكتئاب. هذا البحث هو علائقية إلى حد كبير، ولكن هناك أدلة على التأثيرات المتبادلة. وهذا يعني أن الأطفال الذين يعانون من مشاكل أكثر عرضة للرفض، ومن ثم يؤدي هذا الرفض إلى مشاكل أكبر حتى بالنسبة لهم. رفض الأقران المزمن قد يؤدي إلى دورة التنموية السلبية التي تزداد سوءا مع مرور الوقت.
هم من الأطفال رفض أكثر عرضة للتخويف ولدي أصدقاء أقل من الأطفال الشعبية، ولكن هذه الظروف ليست دائما موجودة. على سبيل المثال، بعض الأطفال الشعبية لم يكن لديك أصدقاء مقربين، في حين أن بعض الأطفال رفضت القيام به. ويعتقد الرفض الند لتكون أقل ضررا للأطفال مع واحد على الأقل صديق مقرب.
العثور على تحليل 15 اطلاق النار في المدارس بين عامي 1995 و2001 أن رفض الأقران كان حاضرا في جميع ولكن اثنين من الحالات (87٪). وشملت تجارب الرفض وثقت رفض حادة ومزمنة، واتخذت في كثير من الأحيان شكل من النبذ، والترهيب، ورفض الرومانسية. وذكر الكتاب أنه على الرغم من أنه من المرجح أن رفض الخبرات ساهم في اطلاق النار في المدارس، وغيرها من العوامل موجودة أيضا، مثل الاكتئاب، وضعف السيطرة على الانفعالات، والاضطراب النفسي الأخرى.
هناك البرامج المتاحة لمساعدة الأطفال الذين يعانون من الرفض الاجتماعي. وجدت واحدة استعراض نطاق واسع من الدراسات التي تسيطر عليها 79 أن التدريب على المهارات الاجتماعية هي فعالة جدا (حجم التأثير)، مع نسبة نجاح 70٪، مقارنة مع نجاح 30٪ في المجموعات الضابطة. كان هناك انخفاض في فعالية مع مرور الوقت، ومع ذلك، مع دراسات المتابعة مما يدل على حجم التأثير أصغر إلى حد ما (= .35).